# تشالانتشولان
تشالانتشولان (بالفارسية: چالانچولان) هي مدينة تقع في إيران في ناحية سيلاخور (مقاطعة دورود). يقدر عدد سكانها بـ 1,094 نسمة .